# 風呂敷 (落語)
風呂敷（ふろしき）は古典落語の演目の一つ。別題は風呂敷間男（ふろしきまおとこ）。主に東京落語で広く演じられる。

## 概要
原話は諸説あり、1855年（安政2年）に刊行された笑話集『落噺笑種蒔』の一編「みそかを」ともいわれるが、『百花園』第7巻74号には初代三遊亭圓遊が台湾の話を翻案したとある。
上記の別題からわかるように、元は艶笑落語（バレ噺）であったが、昭和の戦時中に「禁演落語」として自粛対象となったことをきっかけに、エロティックな要素を排した滑稽噺としての演じ方が成立した。
主な演者に、初代柳家小せん、5代目古今亭志ん生らが知られる。

## あらすじ
以下は5代目志ん生の演じ方に準じる。
お崎が夫・熊五郎の帰りを待つ長屋に、幼なじみの半七が遊びに来る。ふたりで語り合っていると、「おい、今帰（けえ）った」と戸を叩く熊五郎の声がする。熊五郎は飲み込みが悪く、嫉妬深く、粗暴であったため、お崎は「不倫と勘違いされて殺されかねない」と恐れるあまり、とっさに半七を押し入れ（あるいは、戸棚）に隠す。お崎は、熊五郎が眠った隙に半七を逃がそうと考えたが、酒に酔っている熊五郎は、「なぜ予定より早く帰って来たの」と問うお崎に対し、「貞女は屏風にまみえず（＝貞女は両夫にまみえず）」「女は三階に家なし（＝女は三界に家なし）」などと、覚え間違いの訓戒を垂れるうえ、押し入れをふさぐような形で横になり、寝込んでしまう。
困ったお崎のもとに、鳶頭（かしら）の政五郎がやって来る。ことの次第を聞いた政五郎は、隣の家から1枚の風呂敷を借り、お崎を外出させ、熊五郎をゆさぶり起こす。
「ああ、かしら。お崎はどうしました」「買い物に行ったよ。ところで、面白い話があるんだ。今日、友達の家（うち）に行ったらな、おかしな話があったんだよ。そこのカミさんが留守番をしていると、そこへ、幼なじみが遊びに来た。乱暴者の亭主の手前、追い返そうとしたカミさんだが、結局男を家に入れた」「悪いアマ（＝女）だ! 俺が亭主だったら、張り倒してやりますよ」「そうか。まあ、その幼なじみと一献まじえていると、亭主が不意に帰ってきたと思え。で、そのカカアがあわ食って（＝あわてて）、押し入れに男を隠しちまった。すると、亭主が酔っぱらって、その前に寝ちまった」「そりゃ、困ったろうな」「そこで、俺がカミさんに頼まれて、そいつを逃がしてやったんだ」「どうやったんです」「寝ころんでたやつを、首に手をかけて起こして、よそ見をされちゃいけないから、脇から風呂敷を持ってきて亭主の顔へ……」政五郎は、熊五郎の顔に「こう巻き付けて……」と言いながら風呂敷を巻く。
「そこでな、俺は戸を、こういう塩梅（あんばい＝具合）に、ガラリ、と開けた」戸が開け放たれ、半七が転がり出る。「おい、拝んでねえで早く逃げろ、……と目で合図をして。下駄なんかを忘れるな! ……と声をかける」「へえ」「そいつが影も形もなくなったら、戸を閉めて、それから亭主にかぶせた風呂敷を、こうやって……」政五郎が熊五郎の顔から風呂敷を取ると、熊五郎は膝をたたき、
「なるほど、そいつはいい工夫だ」

## エピソード
- 5代目志ん生が落語を演じた様子を撮影した映像は非常に少ないが、同演目はそのひとつである。1955年（昭和30年）5月4日にNHKで放送された『放送演芸会』において同演目を演じた映像はDVDで一般発売されている[2]（古今亭志ん生 (5代目)#メディアにおける5代目志ん生も参照）。